# Gastrimargus musicus
La langosta de alas amarillas o saltamontes de alas amarillas (Gastrimargus musicus) es una especie de saltamontes perteneciente a la familia Acrididae, y se encuentra en la zona oeste de Australia. Solo muestra sus alas traseras amarillas en vuelo, cuando también emite un fuerte «clic». Cuando enjambran, los adultos se vuelven marrones oscuros. A veces se les confunde con Chortoicetes terminifera, aunque la langosta de alas amarillas es «más robusta y más grande».